# 2005년 6월
| 2005년: 1월 · 2월 · 3월 · 4월 · 5월 · 6월 · 7월 · 8월 · 9월 · 10월 · 11월 · 12월 |

| <          | 2005년 6월 | 2005년 6월 | 2005년 6월  | 2005년 6월 | 2005년 6월 | >          |
| 일         | 월         | 화         | 수          | 목         | 금         | 토         |
|            |            |            | 1 4.25 병진 | 2 26 정사  | 3 27 무오  | 4 28 기미  |
| 5 29 경신  | 6 30 신유  | 7 5.1 임술 | 8 2 계해    | 9 3 갑자   | 10 4 을축  | 11 5 병인  |
| 12 6 정묘  | 13 7 무진  | 14 8 기사  | 15 9 경오   | 16 10 신미 | 17 11 임신 | 18 12 계유 |
| 19 13 갑술 | 20 14 을해 | 21 15 병자 | 22 16 정축  | 23 17 무인 | 24 18 기묘 | 25 19 경진 |
| 26 20 신사 | 27 21 임오 | 28 22 계미 | 29 23 갑신  | 30 24 을유 |            |            |

| - 6월 26일 - 김진해 - 6월 27일 - 김창남 편집하기 |

## 2005년6월 30일
- 국회는 본회의를 열어 법안을 처리했다. 이 날 열린 회의에서는 윤광웅 국방장관 해임건의안이 부결되다. 또한 철도공사의 러시아 유전개발 의혹 특검법이 통과되다. (노컷뉴스 보관됨 2007-09-26 - 웨이백 머신)
- 인천지검은 회삿돈 219억 원을 빼돌린 혐의로 임창욱 대상그룹 명예회장을 구속하다. (서울경제)
- 스페인 하원의회는 동성결혼을 합법화하는 법안을 통과시켰다. (KBS)

## 2005년6월 29일
- 대한민국 국회는 본회의를 열어 병역기피 목적으로 국적을 포기한 사람에 대해 불이익을 주는 재외동포법 개정안을 부결시켰다. (동아일보[깨진 링크(과거 내용 찾기)])

## 2005년6월 28일
- 정보통신부는 KT를 초고속 인터넷의 시장지배 사업자로 지정하였다. (YTN)
- 노무현 대통령은 법무장관에 천정배 열린우리당 국회의원을, 환경장관에 이재용 전 열린우리당 대구시당의원장을 임명했다. 한편, 한나라당의 윤광웅 국방장관 해임 요구에 대해서는 거부의 뜻을 밝혔다. (서울신문)
- AMD사는 미국 연방법원에 마이크로프로세서 시장에서 인텔이 반독점법을 위반했다고 제소하였다. (ZDNet코리아)
- 캐나다 하원의회는 동성결혼을 합법화하는 법안을 통과시켰다. (SBS[깨진 링크(과거 내용 찾기)])
- 인천광역시에 위치한 해군기지에서 조모 이병이 농약이 포함된 물을 마시고 쓰러져 국군수도병원 중환자실에 옮겨져 치료를 받았다. (한겨레[깨진 링크(과거 내용 찾기)])
- 삼성그룹이 공정거래법이 헌법에 보장된 재산권을 침해한다며 헌법소원을 냈다. (경향신문)

## 2005년6월 27일
- 법무부는 김운용씨와 김홍업씨를 비롯한 709명을 오는 30일에 가석방하기로 했다고 밝혔다. 이에 따라 국제올림픽위원회와 청와대 사이의 비밀협상에 대한 의혹이 커졌다. (프레시안)
- 정부는 부동산 가격이 오르고 있는 전국 30개 지역을 토지, 주택 투기지역으로 지정하였다. (노컷뉴스 보관됨 2007-09-26 - 웨이백 머신)
- 세계무역기구는 하이닉스반도체의 D램 반도체에 대한 미국의 관세부과가 정당하다고 판결을 내렸다. (전자신문)

## 2005년6월 26일
- 이란 대선에서 반미 강경 노선의 아흐마디네자드가 당선되었다. (조선일보[깨진 링크(과거 내용 찾기)])

## 2005년6월 25일
- 서울방송의 TV 프로그램 그것이 알고싶다에서 서울시 은평구의 사찰 수경사의 아동학대 사실을 보도해 큰 반향을 일으켰다. 아동학대를 저지른 수경사 관련자는 경찰의 조사를 받았다. (한국일보)

## 2005년6월 24일
- 과학기술부는 서울대 수의학과 황우석 교수를 제1호 최고과학자로 선정하였다. (한겨레 보관됨 2005-11-19 - 웨이백 머신)
- 국가균형발전위원회와 건설교통부는 수도권의 176개 공공기관을 지방으로 이전하는 계획을 확정하였다. (경향신문)
- 한국 정부는 조선민주주의인민공화국에 비료 15만 톤을 추가 지원하기로 결정하였다. (서울경제)

## 2005년6월 23일
- 육군은 육군GP 총기 난사사건의 최종 수사결과를 발표하였다. (오마이뉴스)
- 제15차 남북장관급회담이 마무리되다. 양측은 합의한 내용에 대해 공동보도문을 발표하였다. (경향신문)
- 여성부가 여성가족부로 확대개편되었다. 여성가족부는 이날 현판식과 출범식을 가졌다. (문화일보[깨진 링크(과거 내용 찾기)])

## 2005년6월 22일
- 박지성 선수가 잉글랜드 프리미어리그의 맨체스터 유나이티드로 이적하였다. 이날, PSV에인트호번과 맨체스터 유나이티드 구단은 이적료 협상을 매듭지었다. (YTN)
- 윤광웅 국방장관이 육군GP총기난사사건과 관련해 사의를 밝혔다. 노무현 대통령은 사고수습을 이유로 들어 사표수리를 유보했다. (한국일보)

## 2005년6월 21일
- 제15차 남북장관급회담이 서울에서 열렸다. (세계일보)

## 2005년6월 20일
- 한일정상회담이 청와대에서 열렸다. 양국 정상은 두 시간여 동안 야스쿠니 신사 참배, 일본 역사 교과서 등 역사문제에 대해 논의했으나, 서로간의 입장차이만 확인한 것으로 알려졌다. (노컷뉴스 보관됨 2007-09-26 - 웨이백 머신)

## 2005년6월 19일
- 경기도 연천의 한 육군 내무반에서 경계근무를 서고 돌아온 김동민 일병이 소대장과 선임병들에게 수류탄을 던지고 소총을 난사해 잠을 자고 있던 장교와 8명이 숨졌다. (프레시안)

## 2005년6월 18일
- 2005세계청소년축구선수권대회에 참가하고 있는 한국 청소년 축구 대표팀은 브라질과의 조별리그 3차전에서 2-0으로 패해 16강 진출이 좌절되었다. (한국일보)

## 2005년6월 17일
- 평양에서 열리는 6.15 기념 행사에 참석하고 있는 정동영 통일부장관은 북한 김정일 국방위원장과 면담을 가졌다. (서울신문)

## 2005년6월 16일
- 청소년 축구 대표팀은 나이지리아와의 2005세계청소년축구선수권대회 조별리그 2차전에서 2-1로 역전승을 거두었다. (문화방송)
- 수원지방법원은 삼보 컴퓨터의 법정관리개시명령을 내렸다. (한국일보)
- 김우중 전 대우그룹 회장이 특정경제범죄가중처벌법 위반으로 구속되었다. (서울신문)
- 감사원은 한국도로공사의 행담도 개발의혹 사건에 대한 감사결과를 발표했다. 감사원은 김재복 행담도개발 사장에게는 여러 가지 혐의가 있다고 밝혔지만 사건에 관련이 있는 것으로 알려진 정찬용 전 청와대 인사수석, 문정인 전 동북아시대위원장 등 정부측 관련자에 대해서는 검찰에 수사요청을 하지 않았다. (조선일보)

## 2005년6월 15일
- 수도이전반대 국민연합은 공주시, 연기군 행정중심복합도시 건설을 위한 특별법이 위헌이라며 헌법소원을 제출하였다. (문화일보[깨진 링크(과거 내용 찾기)])

## 2005년6월 14일
- 5년간 도피생활을 했던 김우중 전 대우그룹 회장이 한국에 입국하였다. (오마이뉴스)
- 6·15 남북 공동선언 5주년 통일대축전이 평양에서 막을 열었다. 이날, 남측 민간대표단과 정부대표단은 각각 오전과 오후에 평양에 도착하였다. (한국일보)
- 이탈리아에서 실시된 생명윤리법 개정안 국민투표에서 투표율이 과반에 못 미쳐 부결되었다. 투표율이 낮았던 이유는 국민의 대부분이 가톨릭신도인 이탈리아에서 교회가 가진 큰 영향력 때문인 것으로 알려졌다. (한국일보)
- 충주지역의 레미콘 노사 단체협상을 이끌던 한국노총 충주지부장 김태환이 농성도중 레미콘 회사 입구에서 회사측이 파업중인 노동자를 대신해 임시고용한 레미콘 차량에 치여 숨졌다. (충북일보)

## 2005년6월 13일
- 미국의 대중 가수 마이클 잭슨의 아동 성추행 사건 재판에 대해 배심원이 무죄 평결을 내렸다. (오마이뉴스)

## 2005년6월 11일
- 미국 워싱턴에서 열린 한미정상회담에서 양국 대통령은 조선민주주의인민공화국의 핵을 허용할 수 없다는 데에 의견을 같이하고, 문제를 평화적으로 해결하기로 합의하였다.(국민일보[깨진 링크(과거 내용 찾기)])

## 2005년6월 10일
- 아프가니스탄의 무장단체에 의해 납치됐던 이탈리아의 구호활동가 클레멘티나 칸토니가 한 달 만에 풀려났다. (문화일보[깨진 링크(과거 내용 찾기)])
- 요구르트 배달원이며 장애가 있는 김모씨가 경기도 동두천시에서 미군 군용트럭에 치여 숨졌다. 이날 미국측은 사과와 조의를 표했다. (한겨레 보관됨 2006-03-16 - 웨이백 머신)

## 2005년6월 9일
- 조선일보가 신문법과 언론중재법에 대해 정부가 언론의 자유를 제한한다며 헌법소원을 냈다. (조선일보)
- 유영철의 연쇄 살인 사건에 대해 대법원이 사형을 확정하였다. (프레시안)
- 대한민국 축구 국가대표팀이 쿠웨이트와의 2006년 독일 월드컵 아시아지역 최종예선 원정경기에서 박주영, 이동국, 정경호, 박지성의 골로 4-0으로 승리해 월드컵 본선 진출을 확정하였다. (동아일보[깨진 링크(과거 내용 찾기)])
- 2006년에 발행될 5천원권 지폐 뒷면이 오죽헌에서 신사임당의 초충도로 바뀔 예정이라고 한국은행이 밝혔다.

## 2005년6월 8일
- 김계관 조선민주주의인민공화국 외무성 부상은 북한이 핵무기를 추가로 만들고 있다고 미국 ABC 방송과의 인터뷰에서 밝혔다. (동아일보[깨진 링크(과거 내용 찾기)])
- 전태일기념사업회는 지난주 서울시에 청계천 6-7가에 전태일 거리를 조성하는 안을 제출했다고 밝혔다. (한국경제)
- 경기도 오산 세교택지개발지구의 철거를 반대하던 시위대가 경찰에 의해 강제 해산되었다. (한국방송)
- 일본 축구 월드컵 대표팀은 조선민주주의인민공화국과의 2006년 독일 월드컵 아시아 최종예선 경기에서 2-0으로 승리해 월드컵 본선 진출을 확정하였다. (경향신문[깨진 링크(과거 내용 찾기)])

## 2005년6월 7일
- 6.15 기념 공동행사 남측 준비위원회는 북측과 협의를 통해 이번 행사에 참여할 민간대표단을 300명으로 하기로 합의했다고 밝혔다.
- 조선민주주의인민공화국이 미국에게 육자 회담 복귀 의사를 밝혔다고 워싱턴 포스트지가 보도하였다.
- 지난달 한국 국적을 포기한 사람의 명단이 관보를 통해 공개되다. 공개된 명단에 따르면 남자가 전체의 98.6%, 17세 이하가 99%를 차지한 것으로 알려졌다.
- 일본이 유엔 상임이사국 진출을 위한 개혁결의안 제출을 연기하기로 했다고 마이니치 신문이 보도했다.
- 네덜란드 프로축구 PSV 에인트호번의 박지성 선수가 잉글랜드 프리미어리그의 맨체스터 유나이티드로부터 영입제의가 있었다고 밝혔다.

## 2005년6월 6일
- 전국 47개 고등학교 학생회의 모임인 한국 고등학교 학생회 연합이 출범식을 가졌다.
- 애플이 앞으로 출시될 매킨토시 컴퓨터에 인텔의 마이크로프로세서를 사용하기로 했다고 밝혔다.
- 서울 지하철에 애완견을 데리고 탄 여성이 강아지의 배설물을 치우지 않고 폭언을 하는 사진(일명 "개똥녀 사진")이 인터넷 사이트에 유포되어 인권침해 논란이 일었다. 이 내용은 한국뿐 아니라 전 세계적으로 유포되어 외국 언론과 영문 위키백과에도 소개되었다.
- 볼리비아에서 몇주째 천연가스 사업 국유화를 요구하는 시위가 이어지고 있는 가운데 카를로스 메사 대통령이 사임을 발표하였다.

## 2005년6월 5일
- 미국 메이저 리그 베이스볼 텍사스 레인저스 박찬호 선수가 메이저 리그 진출 이후 100번째 승리를 거두었다.
- 한국어 위키백과의 일만 번째 새 글이 등록되었다.
- 성적 소수자들의 축제인 퀴어 문화 축제가 종로일대에서 열렸다. 이날 오후 행사에 참가한 성적소수자들과 지지자들 500여 명은 종묘공원부터 시티은행까지 퍼레이드를 벌였다.

## 2005년6월 4일
- 아시아 안보회의에 참석중인 한국과 미국의 국방장관이 개념계획 5029를 보완해 북한의 급변사태시 군사대비책을 마련하기로 합의하였다.
- 오스트레일리아 시드니의 중국 총영사관 천융린은 중국 정부가 천여 명의 정보요원을 동원해 불법으로 시드니에 체류중인 반체제인사들을 감시, 납치해왔다고 폭로했다.

## 2005년6월 3일
- 한국 축구 월드컵 대표팀은 우즈베키스탄을 상대로 벌인 2006년 독일 월드컵 아시아지역 최종예선 원정경기에서 우즈베키스탄의 샤츠키흐 선수에게 선제골을 허용했으나 종료 직전 박주영의 동점골로 1대 1로 비겼다.
- 대한항공은 황우석 서울대학교 교수가 앞으로 10년간 대한항공 전 노선에서 1등석을 무제한 이용할 수 있도록 후원해주기로 했다.
- 제주도에서 열린 2005년 APEC 통상장관회의가 막을 내렸다. 이 회의에서 회원국들은 공산품 관세를 스위스 공식(관세가 높은 나라가 관세를 더 많이 낮추도록 하는 방식)에 따라 큰 폭으로 낮출 것을 합의하는 '제주 성명'을 채택하였다.
- 서울경찰청 사이버수사대는 인터넷 카페사이트에 올려놓은 키로거 해킹 프로그램으로 인터넷 뱅킹 사용자의 비밀번호, 공인인증서 암호 등을 알아내 5000만원을 빼낸 이 아무개씨등 용의자에 대해 구속영장을 신청했다. 이 사건에 대해 외환은행측은 사용자의 과실이므로 보상해주지 않겠다고 밝혔다.
- 쿠바의 관타나모 수용소에 주둔중인 미군이 코란을 모독하는 행위를 했었다고 관타나모 수용소장이 시인하다.

## 2005년6월 2일
- 한국의 해경 경비정과 일본 순시선이 일본 배타적 경계수역 내에서 조업하다 달아난 선박 신풍호의 처리문제를 놓고 30시간이 넘게 해상에서 대치하다. 한국측은 신풍호의 불법조업 문제에 대해 당국에서 조사하기로 일본측과 합의했으며, 신풍호가 일본법을 어긴 데 따른 50만 엔의 담보금을 일본측에 제공하기로 하다.
- 서울중앙지검은 철도공사의 러시아 유전개발 의혹에 열린우리당 이광재의원이 관여한 정황을 확인했다고 발표하다. 하지만 핵심인물로 외국에 도피중인 허문석 코리아크루드오일 대표의 조사가 필요해 허문석씨를 체포할 때까지 조사를 중지하기로 했다고 발표하다.
- 부동산 투기와 탈세를 한 것으로 밝혀진 헌법재판소 이상경 재판관이 사의를 표명하다.

## 2005년6월 1일
- 북한이 평양에서 열릴 6.15 통일대축전의 남측 정부대표단의 규모를 70명에서 30명으로, 민간대표단의 규모는 615명에서 190명 정도로 줄이겠다고 통보하다.
- 전두환 전 대통령이, 현충일을 며칠 앞두고 측근들과 함께 대전 현충원을 기습 방문했다. 장인과 유학성 등 12.12 쿠데타 세력의 묘역을 참배한 전두환 전 대통령은, 항의시위를 벌이던 시민단체를 교묘하게 따돌리고 현충원을 빠져나가다.
- 노무현 대통령은 고영구 국정원장의 사의를 받아들이고 이번주 내에 새 국정원장 후보자를 지명할 계획이라고 청와대가 밝히다.
- 열린우리당과 한나라당은 6월 임시국회 일정과 상임위원회의 정원 조정문제를 합의했다. 이에 따라 2일부터 국회가 정상화된다.
- 대규모 적자에 시달리고 있는 한국방송공사가 경영혁신안을 발표했다. 정연주 사장은 제작비와 임금을 줄이고, 필요하지 않은 사업은 정리하며, 시청료 인상과 광고 규제완화를 추진하겠다고 밝히다.
- 서울시는 복원 공사 중인 청계천에 물을 흘려보내는 시험을 하다.
- 네덜란드에서 유럽 헌법의 채택을 결정하는 국민투표가 부결되다.